# Charles Reich
Charles Reich (* 20. Mai 1928 in New York City; † 15. Juni 2019 in San Francisco) war ein US-amerikanischer Rechts- und Sozialwissenschaftler sowie Autor. Reich war als Professor an der Yale Law School tätig.

## Leben
Reich wurde in New York City geboren. Nach seiner Schulzeit in New York City studierte er Rechts- und Sozialwissenschaften. Während seiner Studienzeit beteiligte er sich am Yale Law Journal (1951–1952). Nach seinem Studienabschluss war er zunächst als Rechtsanwalt tätig, danach erhielt er eine Anstellung als Professor an der Yale University.
Reich schrieb das Buch The Greening of America. Ausschnitte des Buches erschienen in The New Yorker. Das Buch war 1971 zeitweilig an der Spitze der Literaturbestsellerliste der New York Times und verkaufte sich millionenfach.
Reich lebte seit den 1970er Jahren offen homosexuell und engagierte sich als LGBT-Aktivist. Er lebte in San Francisco, wo er im Juni 2019 im Alter von 91 Jahren starb.

## Werke (Auswahl)
- 1970: The Greening of America: How the Youth Revolution Is Trying to Make America Livable
- 1972: Garcia: A Signpost to New Space (gemeinschaftlich mit Jerry Garcia und Jann Wenner, Straight Arrow Press; neu veröffentlicht, Da Capo Press, 2003)
- 1976: The Sorcerer of Bolinas Reef (Autobiographie)
- 1995: Opposing the System